# Amanda Elmore
Amanda Elmore (West Lafayette, 13 marzo 1991) è una canottiera statunitense, vincitrice della medaglia d'oro nell'8 con alle Olimpiadi di Rio de Janeiro 2016.

## Palmarès
- Olimpiadi

Rio de Janeiro 2016: oro nell'8.
- Mondiali

Aiguebelette-le-Lac 2015: oro nel 4 di coppia